# Frisch Auf Göppingen
Frisch Auf Göppingen. je rukometni klub iz  Njemačke i natječe se u  Prvoj njemačkoj rukometnoj ligi.

## Poznati igrači koji su nastupali ili nastupaju za Frisch Auf Göppingen
- Bernhard Kempa
- Martin Schwalb
- Dalibor Anušić
- Martin Galia
- Enid Tahirović
- Michael Kraus
- Momir Rnić
- Aleksandar Knežević
- Michael Schweikardt
- Nikola Manojlović
- Andrius Stelmokas
- Žarko Marković
- Michal Shejbal
- Bojan Beljanski
- Bruno Bezerra de Menezes Souza
- Damjan Blečić
- Lars Kaufmann
- Volker Michel
- Vukašin Rajković
- Simon Baumgarten

## Sezona 2010./11.
| Sezona 2010./11.:   | Sezona 2010./11.: |
| ------------------- | ----------------- |
| Njemačko prvenstvo: | 5. mjesto         |
| Njemački kup:       | polufinale        |

## Uspjesi
- Prvenstvo Zapadne Njemačke: 
  - prvaci: 1954., 1955., 1958., 1959., 1960., 1961., 1965.
  - doprvaci: 1957., 1962.
- Bundesliga:
  - prvaci: 1970., 1972.
  - doprvaci: 1973.
- Prvenstvo Zapadne Njemačke u velikom rukometu: 
  - prvaci:1954., 1957.
- Kup prvaka:
  - pobjednici: 1960., 1962.
  - finalisti: 1959.
- Kup EHF: 
  - pobjednici: 2011., 2012., 2016., 2017.
  - finalisti: 2006.

## Vanjske poveznice
- Službene stranice kluba  Arhivirana inačica izvorne stranice od 11. ožujka 2008. (Wayback Machine)
- Službena stranica muške rukometne momčadi
- Službena stranica ženske rukometne momčadi
- Stranica navijača  Arhivirana inačica izvorne stranice od 22. siječnja 2008. (Wayback Machine)